# Pasarela Pedro Gómez Bosque
Die Pasarela Pedro Gómez Bosque, offiziell die Pasarela Doctor Don Pedro Gómez Bosque, ist eine Fußgänger- und Radfahrerbrücke über den Río Pisuerga in Valladolid in der Region Kastilien-León in Nordspanien.
Sie verbindet die Plaza de Cuba im Viertel Arturo Eyries mit dem Camino Viejo de Simancas im Viertel La Rubia im Südwesten der Stadt. Die 2011 errichtete Brücke war Teil eines Sanierungsprojekts der Stadtverwaltung, mit dem 3 km des stark verschmutzten und kontaminierten Flusses und seiner Ufer revitalisiert wurden.
Sie ist benannt nach Dr. Don Pedro Gómez Bosque (1920–2008), einem lange in Valladolid tätigen Arzt, Psychiater und Professor.
Die von dem Ingenieurbüro Carlos Fernández Casado S.L. entworfene Spannbandbrücke ist 100 m lang, 5,2 m breit und hat eine Spannweite von 85 m. Sie besteht aus einem 94 m langen, 3,6 m breiten und nur 3 cm dicken Band aus Cortenstahl, das in den Widerlagern verankert ist. Diese Band trägt vorgefertigte 5,2 m breite und (in Richtung der Brücke) 75 cm lange Leichtbetonplatten. Diese Betonplatten wurden aneinandergelegt, vermörtelt und vorgespannt und bilden die 12 cm dicke Betonbahn. Auf dem Beton wurde ein Belag aus Gummi aufgebracht, dessen zwei Farben den Gehweg von dem Radweg trennen. Auf der Betonbahn sind die stark nach innen geneigten Geländer aus Edelstahl und Glas befestigt. Die Brücke hat einen von der Temperatur und der Belastung abhängigen Durchhang von nominal 1,7 m.